# 299 (tal)
299 är det naturliga talet som följer 298 och som följs av 300.

## Inom vetenskapen
- 299 Thora, en asteroid.

## Inom matematiken
- 299 är ett udda tal.
- 299 är ett semiprimtal